# Петър Хаджииванов (предприемач)
Петър Иванов Хаджииванов е български патриот и предприемач, смятан за най-богатия български търговец в Тулча и свързан със съдбата на своя народ.

## Семейство
Петър Хаджииванов е роден в Тулча и е внук на Вълчан войвода. Син е на Хаджи Иван Вълчанов (дядо Хаджи) и Велика. Роден е през 1854 г. Има две сестри: Мария и Ана и двама братя: Йордан и Христо. През 1882 се жени за Тонка Винарова, сестра на Петър Винаров (кмет на Русе) и ген. Върбан Винаров. Имат 4 деца: Иван Хаджииванов, Борис Хаджииванов, Софка и Райна.

## Дейност
Отначало Петър Хаджииванов помага на баща си в семейните дела, занимава се със земеделие, има магазини за спиртни напитки и бакалии. Преди Освобождението е търговец в Тулча като притежава дюкяни и къщи по главната улица „Кралица Елизабета“ и ул. „Махмудия“, които дава под наем. Търгува с гемии и кораби.
Доброволец е през Руско-турската война 1877 – 1878. Участва като доброволец и в Сръбско-българската война през 1885 г. През 1916 г. организира посрещането на българските войски освободили Тулча. Щаба на 12 бригада на III Българска Армия начело с полк. Дръшков е настанен в неговите къщи.
Участва в много благотворителни инициативи свързани с българската общност като е подпомагал български деца да учат в чужбина.
Жена му Тонка Винарова е наградена от цар Фердинанд със златно колие за самарянска дейност по време на войните 1912 – 1918 г.
Умира през 1928 г. в Тулча.
- Тържествено пристигане на представителите на официалните български власти в Тулча, отляво е яхтата на Фердинанд съпровождан от военен кораб /вдясно/
- Тържествено посрещане на представителите на официалните български власти в Тулча
- Представителите на официалните български власти стъпват в Тулча
- Тържествено посрещане на представителите на официалните български власти в Тулча
- Тържествен молебен в Тулча

## Цитирана литература